# Crematogaster

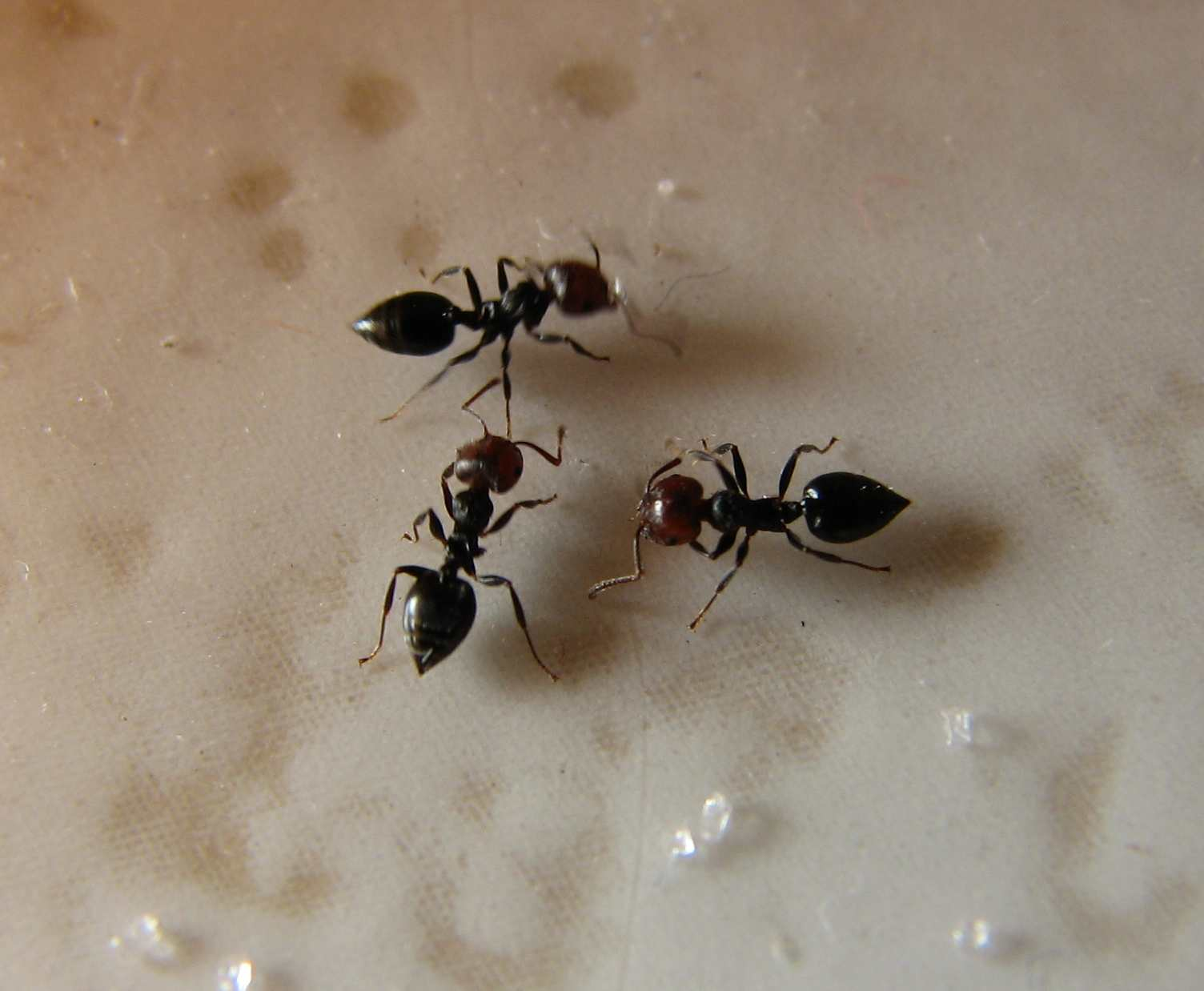

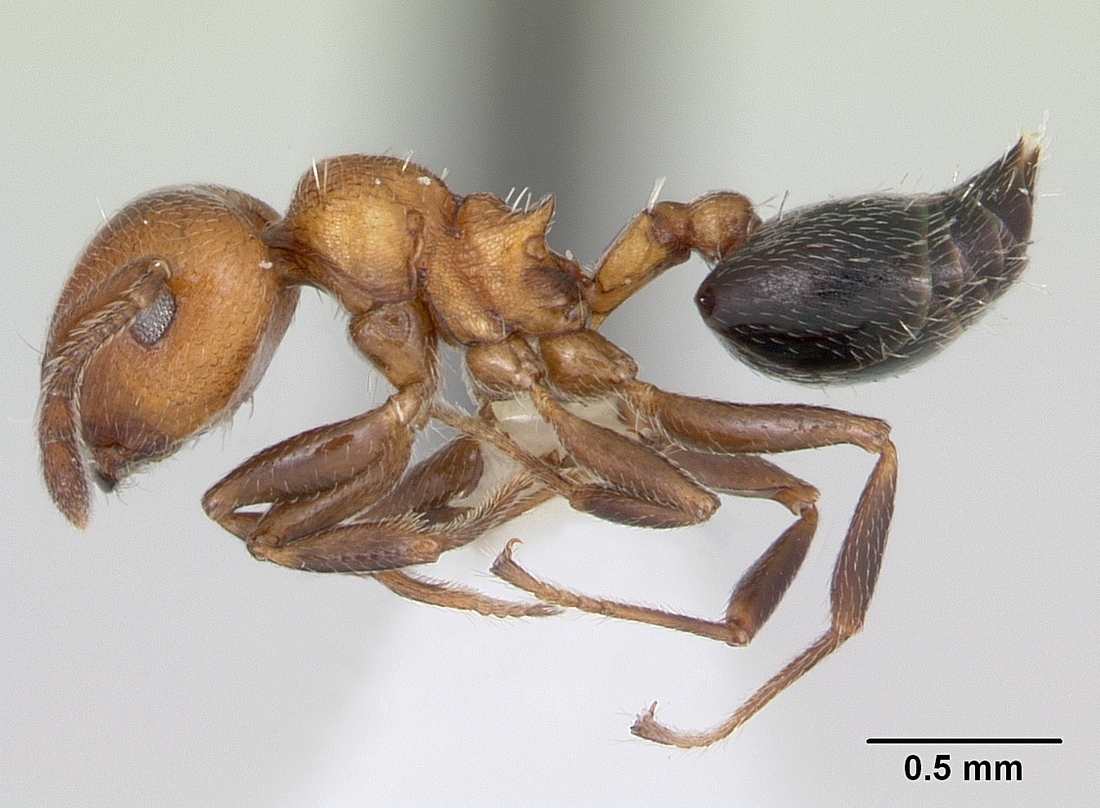
Crematogaster thalia

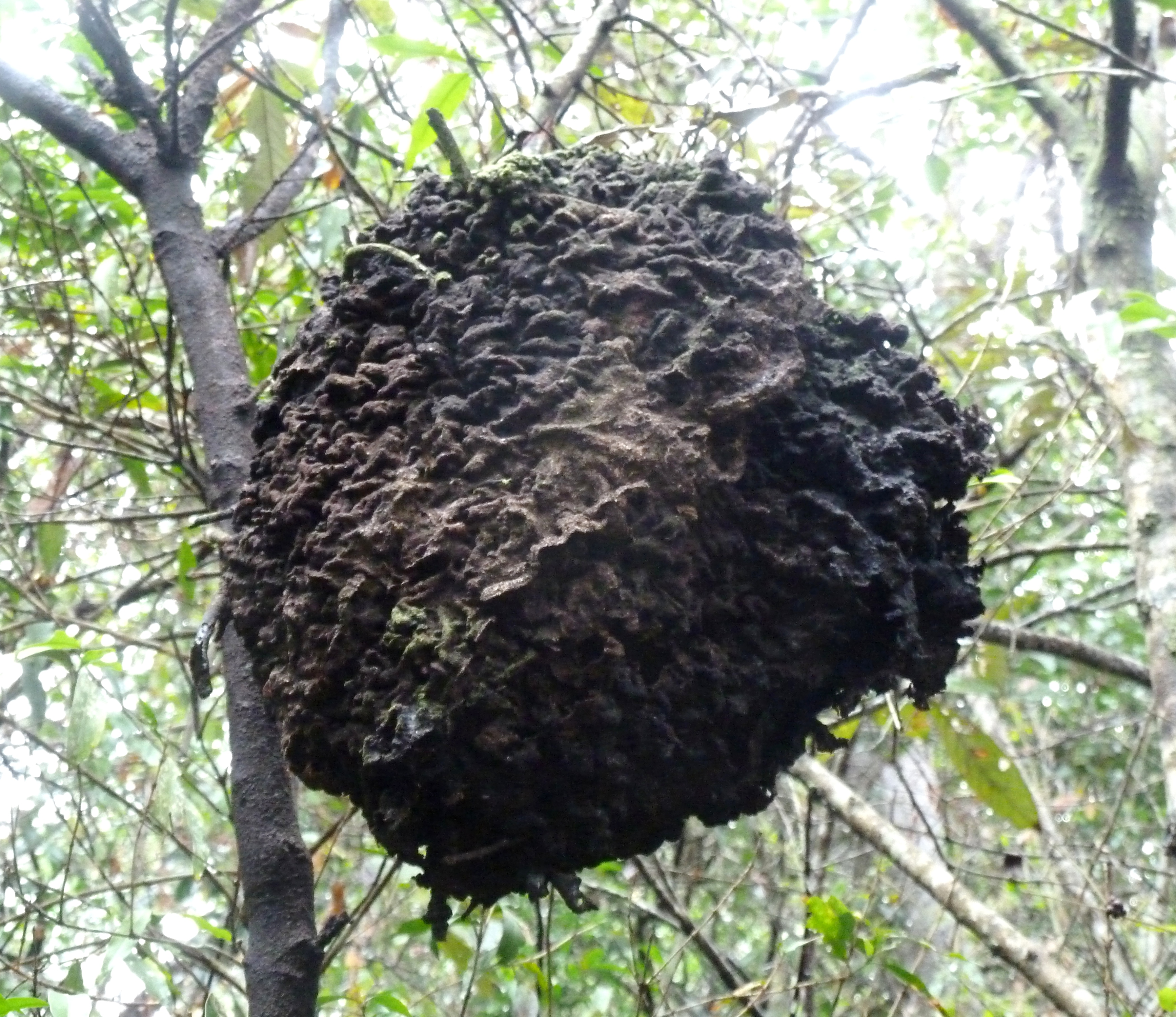
Древесное картонно егнездо C. castanea

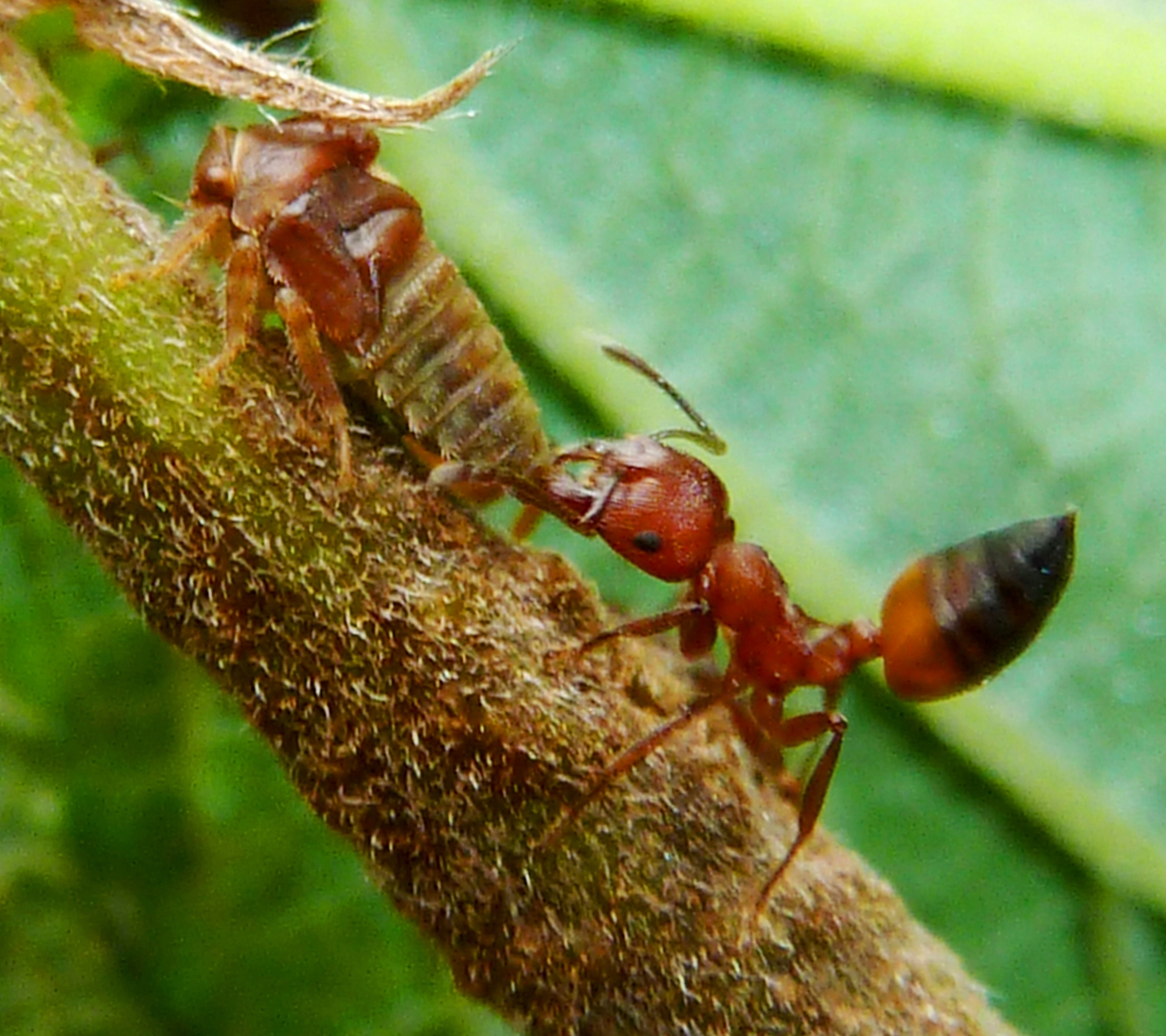
C. castaneaи горбатка на дереве Trema orientalis

Crematogaster (лат.) — род муравьёв трибы Crematogastrini из подсемейства мирмицины (Myrmicinae). Характерна возможность откидывать брюшко на спину при распылении кислоты. Один из трёх крупнейших муравьиных родов (более 500 видов), наряду с кампонотус (Camponotus) и Pheidole.
Название рода Crematogaster происходит от сочетания латинизированных греческих слов kremastos (подвешенный) и gaster (брюшко), что связано с приподнятым положением брюшка этих муравьев.

## Распространение
Род известен практически на всех материках от ~50° с. ш. до ~40° ю. ш.: Африка, Азия, Австралия, Европа, Северная и Южная Америка. Отсутствуют в Чили, на Новой Зеландии и Фиджи.

## Характеристика
Это мелкие (длина рабочих 2—6 мм, самки до 10) древесные муравьи, с характерными сердцевидными брюшками. Усики 11-члениковые (12 у самцов) с 2-х или 3-члениковой булавой. Характерна возможность откидывать брюшко на спину при распылении кислоты. Образуют семьи с выраженной полигинией (до 40 плодущих самок). Могут образовывать минигнезда на некотором отдалении друг от друга, входящие в состав одного большого гнезда. Муравейники располагаются в ветвях, под корой древесины, во мху. Многие виды также обладают способностью образовывать «картон» из пережеванных древесных волокон и использовать этот картонный материал для различных элементов в конструкции гнезда или для защиты трофобионтов. Например, некоторые виды используют картон для уплотнения отверстий в гнездах в мертвой древесине для внутригнездового разделения. Некоторые из этих видов, делающих картонную массу, создают и более сложные картонные гнезда вокруг ветвей или на стволах деревьев. Распространение и биология производства картона в роде Crematogaster плохо изучены и требует дальнейшего изучения. Наземные и подстилочные виды менее распространены в тропических и субтропических областях, но чаще встречаются среди видов в умеренных регионах.
Муравьи настораживаются, когда растение беспокоят. Они быстро выходят из своего укрытия и становятся агрессивными. Это может происходить даже тогда, когда соседние растения подвергаются нападению. Они также могут привлекать других муравьев для помощи в защите. 3-октанон и 3-октанол были идентифицированы как феромоны тревоги восточноафриканских муравьев Crematogaster negriceps и Crematogaster mimosa. Основными компонентами мандибулярного секрета костариканского вида Crematogaster rochai также являются 3-октанон и 3-октанол.
Муравьи Crematogaster прокладывают ароматические тропы по самым разным причинам — для коммуникации, привлечения рабочих и т. д. Запахи возникают в тибиальной железе и выделяются из брюшка муравьев. При этом брюшко никогда не касается поверхности того, на чем муравей оставляет запах. При прокладывании запахового следа муравьи обычно резко поднимают брюшко вверх, а затем наклоняют его вперед.

## Классификация
Род включает более 500 видов, распространённых главным образом в тропиках и субтропиках, относится к трибе Crematogastrini (второй крупнейший по числу видов род из подсемейства мирмицины после Pheidole).

### Подроды
Ранее выделяли более 15 подродов: Crematogaster (Acrocelia) — C. (Apterocrema) — C. (Atopogyne) — C. (Colobocrema) — C. (Crematogaster) — C. (Decacrema) — C. (Eucrema) — C. (Mesocrema) — C. (Nematocrema) — C. (Neocrema) — C. (Orthocrema) — C. (Oxygyne) — C. (Paracrema) — C. (Physocrema) — C. (Rhachiocrema) — C. (Sphaerocrema) — C. (Xiphocrema). В 2012 году была проведена подродовая ревизия и установлена новая синонимия (Blaimer, 2012). В результате из 15 подродов оставлено только 2, разделение которых произошло в эоцене около 40 млн лет назад:.
- подрод Orthocrema Santschi (+5): Neocrema Santschi syn. nov., Eucrema Santschi syn. nov., Rhachiocrema Mann syn. nov., Mesocrema Santschi syn. nov., Apterocrema  Wheeler syn. nov.
- подрод Crematogaster sensu stricto (+8): Decacrema Forel syn. nov., Oxygyne Forel syn. nov., Atopogyne Forel syn. nov., Sphaerocrema Santschi syn. nov., Colobocrema Wheeler syn. nov., Paracrema Santschi syn. nov., Physocrema Forelsyn. nov., Xiphocrema Forel syn. nov.

## Синонимы
- Acrocaelia Mayr
- Acrocelia Mayr
- Acrocoelia Mayr
- Apterocrema Wheeler C. atitlanica, C. sumichrasti
- Atopogyne Forel C. lorteti
- Colobocrema Wheeler C. cylindriceps
- Decacrema Forel C. schencki
- Eucrema Santschi C. acuta
- Mesocrema Santschi C. rasoherinae
- Nematocrema Santschi C. stadelmanni
- Neocrema Santschi C. distans
- Orthocrema Santschi
- Oxygyne Forel C. daisyi
- Paracrema Santschi C. spengeli
- Physocrema Forel C. schencki, C. tetracantha, C. inflata
- Rhachiocrema Mann C. wheeleri
- Sphaerocrema Santschi C. kneri
- Tranopeltoides Wheeler
- Xiphocrema Forel C. tetracantha

## Отдельные виды и группы
- Crematogaster abstinens
- Crematogaster ampullaris
- Crematogaster atkinsoni
- Crematogaster auberti
- Crematogaster aurita
- Crematogaster bogojawlenskii
- Crematogaster difformis
- Crematogaster ghoneimi
- Crematogaster inflata
- Crematogaster mucronata
- Crematogaster onusta
- Crematogaster physothorax
- Crematogaster rogenhoferi
- Crematogaster sewardi
- Crematogaster smithi
- Crematogaster sorokini
- Crematogaster tanakai
- Crematogaster vacca
- Crematogaster yamanei

### Crematogaster (Decacrema) borneensis-group
Юго-Восточная Азия
- Crematogaster borneensis
- Crematogaster captiosa
- Crematogaster claudiae
- Crematogaster decamera
- Crematogaster hullettii
- Crematogaster linsenmairi
- Crematogaster maryatii
- Crematogaster roslihashimi

### Crematogaster brevis-group
Мадагаскар
- Комплекс Crematogaster brevis: Crematogaster overbecki.
- Комплекс Crematogaster treubi : Crematogaster bouvardi, Crematogaster kojimai, Crematogaster treubi, Crematogaster treubi apilis, Crematogaster walshi, Crematogaster yappi.

### Crematogaster (Decacrema) hova-group
Мадагаскар
- Crematogaster grevei: Crematogaster malala, Crematogaster hova: Crematogaster nosibeensis, Crematogaster sisa, Crematogaster mahery, Crematogaster sabatra.

### Crematogaster (Crematogaster) castanea-group
Африка и Мадагаскар.
- Crematogaster degeeri, Crematogaster sewellii, Crematogaster dentata, Crematogaster lobata, Crematogaster castanea, Crematogaster rufigena, Crematogaster latuka, Crematogaster excisa, Crematogaster flaviventris, Crematogaster gerstaeckeri.

### Crematogaster kelleri-group
Мадагаскар
- Crematogaster kelleri, Crematogaster madagascariensis, Crematogaster hafahafa, Crematogaster hazolava, Crematogaster tavaratra.

### Crematogaster (Oxygyne) ranavalonae-group
группа Crematogaster ranavalonae-group (Oxygyne)
- Crematogaster aberrans
- Crematogaster augusti
- Crematogaster butteli
- Crematogaster daisyi
- Crematogaster dalyi
- Crematogaster ebenina
- Crematogaster hashimi
- Crematogaster imperfecta
- Crematogaster pia
- Crematogaster sikkimensis
- Crematogaster tumidula
- Crematogaster vandermeermohri

### Crematogaster scutellaris-group (Crematogasters.str.)
Палеарктика, Неарктика, Неотропика
- Crematogaster ashmeadi
- Crematogaster browni
- Crematogaster californica
- Crematogaster cedrosensis
- Crematogaster cerasi
- Crematogaster coarctata
- Crematogaster colei
- Crematogaster depilis
- Crematogaster detecta
- Crematogaster emeryana
- Crematogaster hespera
- Crematogaster isolata
- Crematogaster laeviuscula
- Crematogaster larreae
- Crematogaster lineolata
- Crematogaster marioni
- Crematogaster mutans
- Crematogaster navajoa
- Crematogaster nocturna
- Crematogaster opaca
- Crematogaster opuntiae
- Crematogaster parapilosa
- Crematogaster pilosa
- Crematogaster pinicola
- Crematogaster punctulata
- Crematogaster rifelna
- Crematogaster rossi
- Crematogaster scutellaris
- Crematogaster vermiculata
- Crematogaster vetusta

### Crematogaster (Decacrema)-group
- Crematogaster grevei
- Crematogaster hova
- Crematogaster mahery
- Crematogaster malala
- Crematogaster nosibeensis
- Crematogaster sabatra
- Crematogaster sisa[3]

### Crematogaster (Orthocrema)
- Crematogaster corvina
- Crematogaster crinosa
- Crematogaster minutissima
- Crematogaster missouriensis
- Crematogaster obscurata
- Crematogaster torosa

### Виды фауны России
В России около 5 видов, в том числе:
- Crematogaster schmidti
- Crematogaster sordidula
- Crematogaster subdentata — Среднеазиатский остробрюхий муравей

### Исключённые виды
Три ископаемых вида Crematogaster в 2024 году были перенесены как incertae sedis в Myrmicinae в виде рода †Incertogaster Boudinot, 2024, состоящего из †Incertogaster aurora (LaPolla & Greenwalt, 2015), †Incertogaster praecursor (Emery, 1891) и †Incertogaster primitiva (Radchenko & Dlussky, 2019).